# Media Diversified
Media Diversified est une organisation médiatique et de défense des auteurs et journalistes de couleur à but non lucratif basée au Royaume-Uni, fondée par la cinéaste Samantha Asumadu en 2013. Elle publie des articles non fictionnels de divers auteurs sur son site web, qui est mis à jour plusieurs fois par semaine. Elle se présente comme une « plate-forme digitale progressiste » visant à « défier l'uniformité des voix au Royaume-Uni » et propose des commentaires et opinions sur des sujets allant de la politique à la société, en passant par la culture et le style de vie. 

## Publications
Media Diversified publie des articles, commentaires et analyses universitaires, couvrant la politique, la littérature, la sexualité, l'éducation, la religion, les médias, et d'autres sujets, qui font l'objet de compilations.